# Мокино (Курганская область)
Мокино — деревня в Белозерском районе Курганской области. Входит в состав Новодостоваловского сельсовета.

## История
До 1917 года входила в состав Шмаковской волости Курганского уезда Тобольской губернии. По данным на 1926 год деревня Мокина состояла из 156 хозяйств. В административном отношении входила в состав Романовского сельсовета Белозерского района Курганского округа Уральской области.

## Население
| 1782 | 1868 | 1912 | 1926 | 2002 | 2010 |
| ---- | ---- | ---- | ---- | ---- | ---- |
| 160  | ↗463 | ↗531 | ↗670 | ↘203 | ↘154 |

По данным переписи 1926 года в деревне проживало 670 человек (324 мужчины и 346 женщин), в том числе: русские составляли 100 % населения.